# Pimonte
Pimonte é uma comuna italiana da região da Campania, província de Nápoles, com cerca de 5.888 habitantes. Estende-se por uma área de 12 km², tendo uma densidade populacional de 491 hab/km². Faz fronteira com Agerola, Castellammare di Stabia, Gragnano, Positano (SA), Scala (SA), Vico Equense.

## Demografia
| Variação demográfica do município entre 1861 e 2011                               |
|                                                                                   |
| Fonte: Istituto Nazionale di Statistica (ISTAT) - Elaboração gráfica da Wikipedia |